# Ministerium für Umweltschutz und regionale Entwicklung (Lettland)
Das Ministerium für Umweltschutz und regionale Entwicklung der Republik Lettland wurde 1993 eingerichtet, nach dem Lettland die Unabhängigkeit von der Sowjetunion erreicht hatte, aktuell (Stand:2024) ist die Behörde für drei Politikfelder zuständig: Umweltschutz, Regionale Entwicklung und Digitale Transformation.

## Abteilungen

### Umweltschutz
Dieser Bereich ist dafür zuständig die Voraussetzungen und Bedingungen für den Naturschutz und eine saubere Umwelt zu schaffen, des Weiteren soll die Behörde sicherstellen, dass die natürlichen Ressourcen des Landes effizient und nachhaltig genutzt werden.

### Regionalentwicklung
In diesem Bereich sorgt das Ministerium für die Umsetzung und Evaluation der Regionalpolitik dazu werden unter anderem methodische Leitlinien bereitgestellt und die Einhaltung des Planungsprozesses für die regionale Entwicklung überwacht das Hauptaugenmerk liegt dabei auf einer ausgewogenen und nachhaltigen Entwicklung des gesamten Landes.

### Digitale Transformation
Die Umsetzung und Koordinierung der E-Governance ist ein weiterer umfassender Politikbereich des Ministeriums. Dazu gehören die Einführung des Prinzips der zentralen Anlaufstelle für die Erbringung staatlicher und lokaler Verwaltungsdienstleistungen und die Einführung moderner und effektiver Informations- und Kommunikationstechnologien im öffentlichen Sektor.

## Nachgeordnete Institutionen

### Staatlicher Umweltdienst
Der Staatliche Umweltdienst wurde am 1. Januar 2005 gegründet und aus der Zusammenlegung der staatliche Umweltinspektion, 8 regionalen Umweltämtern und dem Amt für Meeresumweltschutz. Aufgabe des Umweltdienst ist es, die Einhaltung des rechtlichen Rahmens im Bereich des Umweltschutzes und der natürlichen Ressourcen eine weitere wichtige Aufgabe ist der Strahlenschutz und die nukleare Sicherheit.

### Staatliches Umweltüberwachungsbüro
Das Hauptaufgabe dieser Unterbehörde ist die Verringerung oder wenn möglich die Verhinderung von negativen Auswirkungen auf die Umwelt die durch Tätigkeiten von natürlichen oder juristischen Personen verursacht werden können. Dabei übernimmt das Amt Aufgaben wie Umweltverträglichkeitsprüfungen, Überwachung und Verminderung der Risiken von Industrieunfällen, sowie die Überwachung der Wasser-, Abfall- und der Verpackungswirtschaft.

### Naturschutzagentur
Die Naturschutzagentur ist zuständig die Umsetzung einer einheitlichen Naturschutzpolitik in Lettland. Zu ihren Aufgaben geöhrt unter anderem die Verwaltung aller Schutzgebiete in Lettland so wie darin stattfindenden Forschungsarbeiten, bei der Förderung der Naturschutzplanung arbeitet die Agentur mit lokalen Behörden, der Tourismusbranche, Nichtregierungsorganisationen und Bildungseinrichtungen zusammen. Eine weitere Tätigkeit ist die Überwachung und Genehmigung aller Vorgänge die im Washingtoner Artenschutzübereinkommen geregelt sind. Bei ihrer Arbeit stützt sie sich auf 4 Regionalbüros.

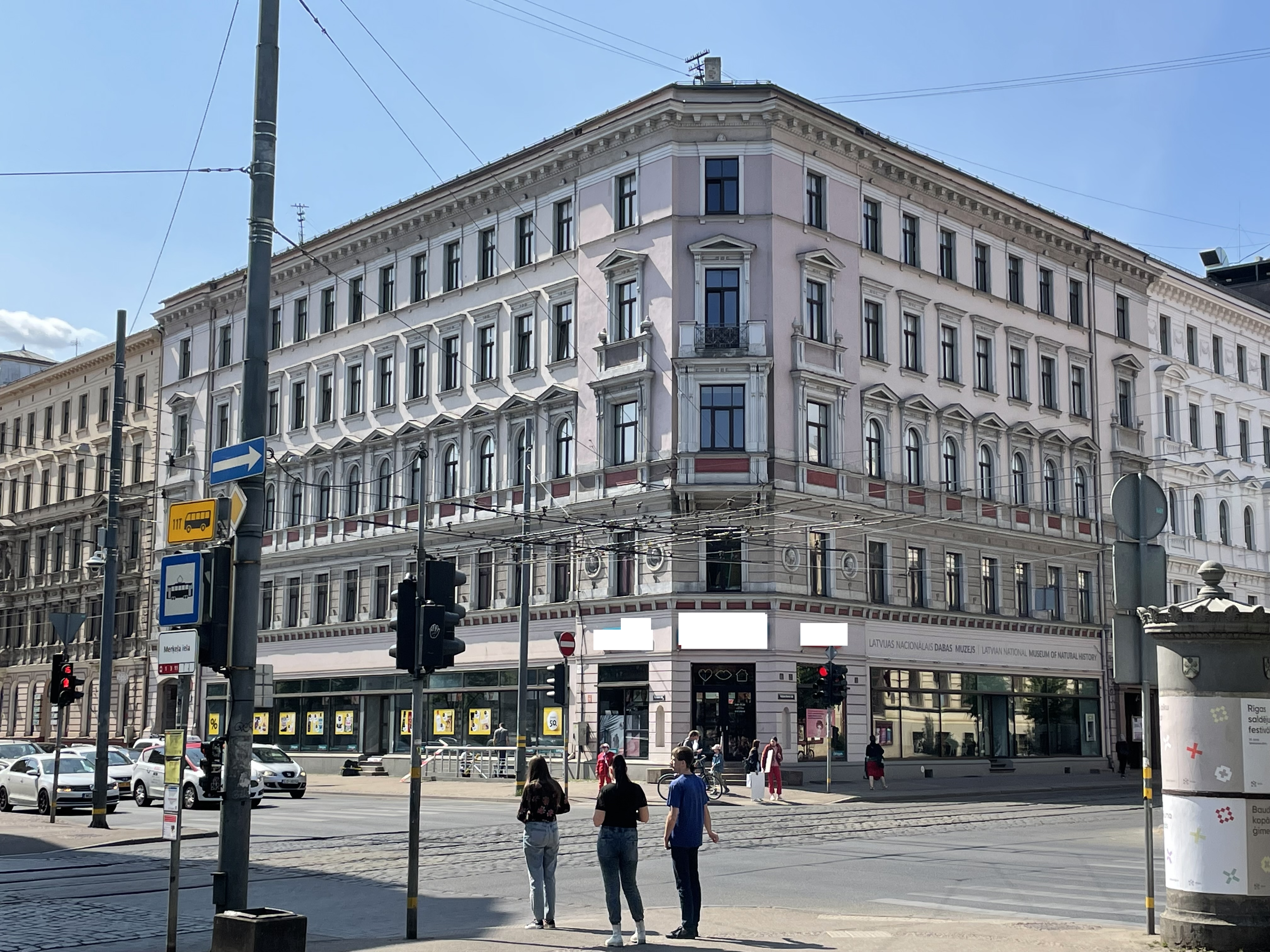
Lettisches Naturkundemuseum

### Lettisches Museum für Naturgeschichte
Das Lettische Museum für Naturgeschichte (lettisch Latvijas Nacionālais dabas muzejs) ist die Nachfolgerin des Museums des 1845 gegründeten Naturforschervereins zu Riga. Das Museum verfügt über eine Sammlung von über 180.000 Objekten, damit ist sie die größte naturkundlichen Sammlung im baltischen Raum. Im Museum selbst gibt es Dauerausstellungen zu den Themen Geologie/Paläontologie, Zoologie, Botanik, Anthropologie sowie die Ausstellungen Mensch und Umwelt und Leben in den Meeren. Regelmäßig werden auch Sonderschauen der Öffentlichkeit zugänglich gemacht.

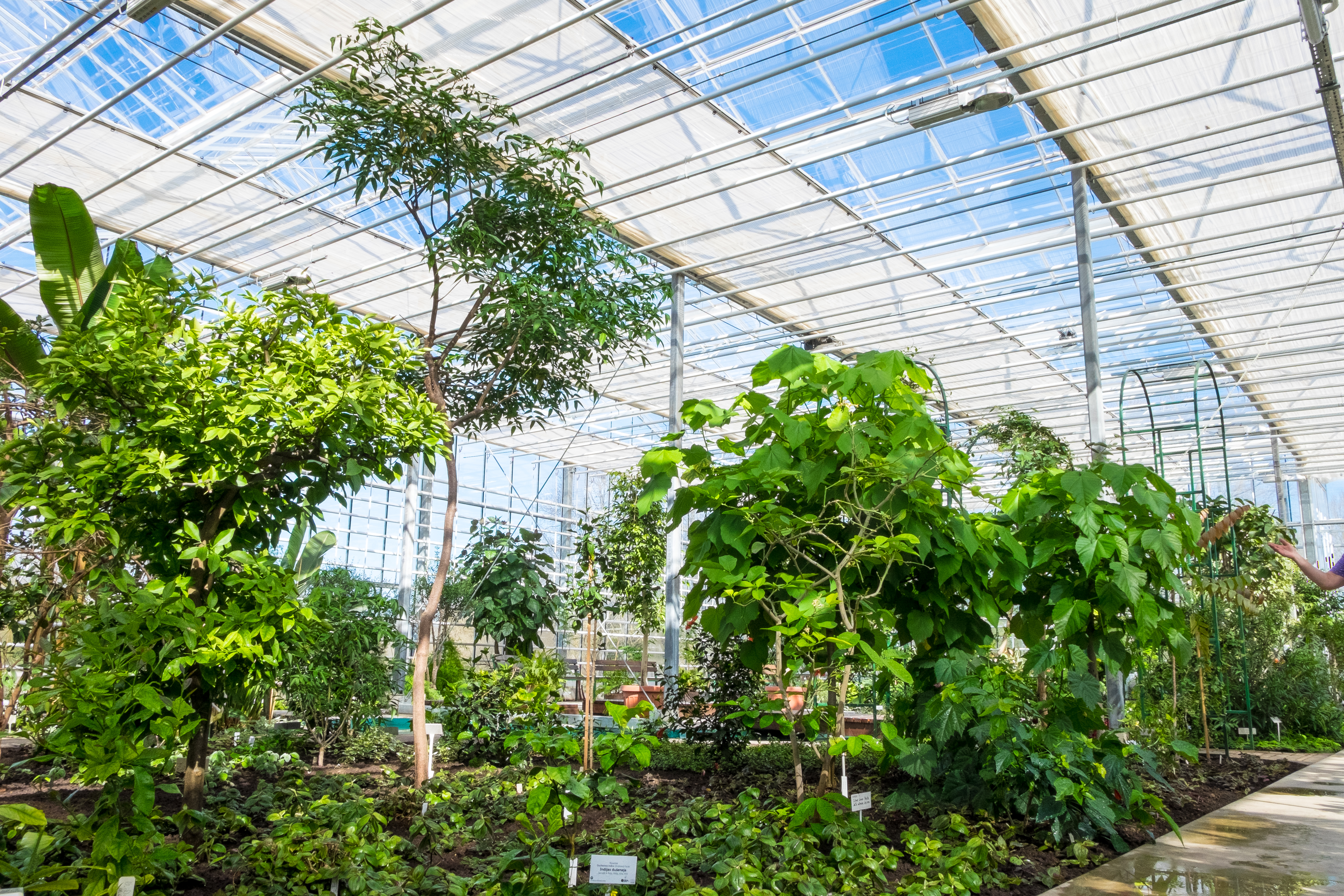
Gewächshaus im Nationalen Botanischen Garten

### Nationaler Botanischer Garten von Lettland
Der Nationale Botanische Garten von Lettland (lettisch Latvijas Nacionālais botāniskais dārzs) befindet sich in Salaspils und ist mit einer Fläche von 126 ha einer der größten botanischen Gärten in den baltischen Staaten. Die Sammlungen umfassen mehr als 15000 Pflanzentaxa (Arten, Unterarten, Sorten, Formen und Hybriden), darunter mehr als 5000 Bäume und Sträucher, etwa 1400 Gewächshauspflanzen, einige nationale Sammlungen von Zierpflanzen und viele andere Pflanzen. Die wissenschaftliche Arbeit des Gartens reichen von Untersuchungen zur Akklimatisierung, Züchtung und Vermehrung von Pflanzen bis zu floristischen und taxonomischen Forschungen.

### Staatliche Regionale Entwicklungsagentur
Die Staatliche Regionale Entwicklungsagentur ist die nationale Regulierungsbehörde für die Förderung der regionalen Entwicklung, sie verwaltet und überwacht die Verwendung der staatlichen Förderprogramme und der Mittel der Strukturfonds der Europäischen Union. Sie arbeitet dabei mit staatlichen Behörden, lokalen Gemeinden, Planungsregionen und anderen Partnern, die an den Prozessen der regionalen Entwicklung beteiligt sind, zusammen. Ein weiterer Tätigkeitsbereich ist die Teilnahme an internationalen Kooperationsprojekten, um den Informations- und Erfahrungsaustausch auf internationaler Ebene zu gewährleisten.

## Beteiligungen
- Lettisches Zentrum für Umwelt, Geologie und Meteorologie
- State Enterprise Latvian Environmental Investment Fund
- The Electronic Communications Office